# FT8

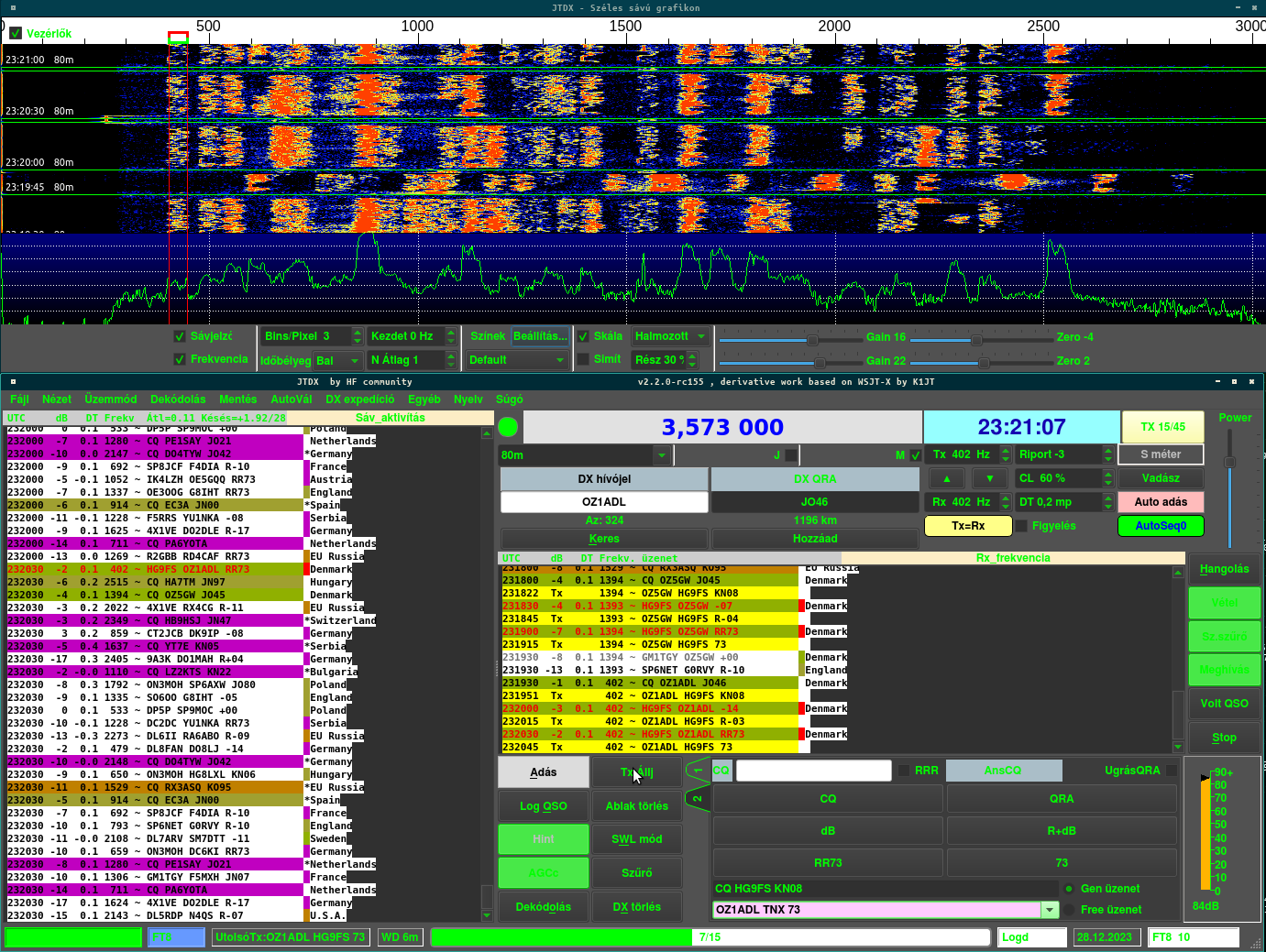
FT8 összeköttetések, JTDX programmal

Az FT8 - "Franke-Taylor design, 8-FSK modulation"  keskeny sávú, számítógép által generált (MGM) digitális jelátvitelre épülő rádiókommunikációs üzemmód.
Ezt az átviteli módszert Joseph Hooton Taylor - K1JT és Steve Franke - K9AN rádióamatőrök fejlesztették ki.
Az FT8 a rádióamatőr forgalmazásban széleskörűen elterjedt, mivel zajszint alatti, nagyon gyenge jelekből is vissza lehet nyerni az átvitt információt.
Az FT8 üzemmód csak sávszélességében és átviteli sebességében tér el az FT4 üzemmódtól.

## Jellemzői[1]
Az FT8 rövid, kötött tartalmú összeköttetést tesz lehetővé. Az átviteli periódusok időben kötöttek. Egy periódus 15s ideig tart, ezalatt 15 karakter + 12bit CRC vihető át.
| Moduláció                     | 8-FSK           |
| A jel lefoglalt sávszélessége | 50 Hz           |
| Periódusidő                   | 15 s            |
| A tényleges adatátvitel ideje | 12.64 s         |
| Átviteli sebesség             | 6.25 baud       |
| FEC                           | LDCP (174,87)   |
| Üzenet hossza                 | 75 bit + 12 CRC |
| Karakterkódolás               | 5 bit (baudot)  |
| Dekódolási küszöbszint S/N    | -21 dB          |

## Az FT8 összeköttetés tartalma

### Általános hívás
Az összeköttetés létesítésére irányuló szándékunkat általános hívással jelezzük. Az FT8 összeköttetés lebonyolítására szolgáló programban beállítható az időzítés:
- 0/30 - Minden perc 0. vagy 30. másodpercében induljon az átvitel
- 15/45 - Minden perc 15. vagy 30. másodpercében induljon az átvitel

Továbbá beállítható az eltolási frekvencia, vagy a spektrumon egy üres helyre kattintva, vagy a frekvencia pontos beírásával.
Ezután ha adási módba kapcsoljuk a programot, a program konfigurálása alkalmával megadott alapadatokból automatikusan generálódik az általános hívás tartalma:
CQ hívójel QTH-lokátor
vagy speciális állomások esetén
CQ hívójel
A program a megfelelő időzítéssel mindaddig küldi az általános hívást, amíg:
- le nem állítjuk az adást
- válasz nem érkezik az általános hívásra

### Válasz az általános hívásra
Amikor az FT8 összeköttetés lebonyolítására szolgáló program vételi módban van, akkor egy egész, 2700 Hz szélességű hangcsatornán történő forgalom monitorozása történik. Ha itt kattintással kiválasztunk egy CQ kezdetű sort, a program le tudja generálni a megfelelő választ:
ellenállomás_hívójele saját_hívójel QTH-lokátor

### Vételi értékelés
Az FT8 lebonyolítására használt program képes meghatározni az ellenállomás jelszintjét, amit automatikusan beépít a legenerált válaszba. A program dB értéket továbbít.
ellenállomás_hívójele saját_hívójel vételi_értékelés

### Nyugtázás, elköszönés
Miután mindkét fél elküldte a másiknak a vételi értékelést, az összeköttetés zárul:
ellenállomás_hívójele saját_hívójel RR73
ellenállomás_hívójele saját_hívójel RRR
ellenállomás_hívójele saját_hívójel 73

### Mintapélda
| UTC    | Tartalom           | Jelentés                               |                        |
| ------ | ------------------ | -------------------------------------- | ---------------------- |
| 112500 | CQ HA0ABC KN08     | HA0ABC általános hívást ad             | A kapcsolat felépülése |
| 112515 | HA0ABC HA1XXX KN07 | HA1XXX válaszol HA0ABC hívására        | A kapcsolat felépülése |
| 112530 | HA1XXX HA0ABC -8   | HA0ABC vételi jellemzést ad HA1XXX-nek | Vételi értékelés       |
| 112545 | HA0ABC HA1XXX -10  | HA1XXX vételi jellemzést ad HA0ABC-nek | Vételi értékelés       |
| 112600 | HA1XXX HA0ABC RR73 | HA0ABC elköszön                        | Nyugtázás              |
| 112615 | HA0ABC HA1XXX 73   | HA1XXX elköszön                        | Nyugtázás              |

## Gyakorlati jelentősége
- Kis teljesítménnyel nagy távolságú összeköttetések valósíthatók meg
- Föld - Hold - Föld összeköttetés
- Automatizálható összeköttetések
- Automatikus naplózás

## Megvalósítása
FT8 összeköttetés megvalósítható bármilyen, SSB modulációra alkalmas rádiókészülék számítógéppel történő összekapcsolásával. Az összekapcsolás történhet az alaplapi hangegységen, vagy külső hangkártyán, hangegységen keresztül. A rádió hangfrekvenciás kimenetét a hangkártya bemenetére, a rádió bemenetét pedig a hangkártya kimenetére csatlakoztatjuk. Mind a rádió, mind a hangkártya jelszintjét be kell állítani, hogy ne történjen túlvezérlés, szükség esetén csillapítót kell beiktatni.
A rádiót a megfelelő, FT8 kommunikációra kijelölt frekvenciára állítva, egy egész hangcsatornányi tartomány monitorozható. Ennek a sávszélessége 2700 Hz, így egy időben akár 2700/50, azaz 54 átvitel is látható.

## FT8 kommunikációra kijelölt frekvenciák
| Tartomány          | Sáv      | Frekvencia (Hz) |
| ------------------ | -------- | --------------- |
| Középhullám        | HAM-160  | 1840000         |
| Rövidhullám        | HAM-80   | 3573000         |
| Rövidhullám        | HAM-60   | 5357000         |
| Rövidhullám        | HAM-40   | 7074000         |
| Rövidhullám        | HAM-30   | 10136000        |
| Rövidhullám        | HAM-20   | 14074000        |
| Rövidhullám        | HAM-17   | 18100000        |
| Rövidhullám        | HAM-15   | 21074000        |
| Rövidhullám        | HAM-12   | 24915000        |
| Rövidhullám        | HAM-10   | 28074000        |
| Ultrarövidhullám   | HAM-6    | 50313000 (EME)  |
| Ultrarövidhullám   | HAM-6    | 50323000        |
| Ultrarövidhullám   | HAM-4    | 70154000        |
| Ultrarövidhullám   | HAM-2    | 144174000       |
| Deciméteres hullám | HAM-70cm | 432174000       |

## FT8 kommunikációra alkalmas szoftverek
- wsjt-x Windows/Linux/macOS/Forráskód
- jtdx Windows/Linux/macOS
- FT8CN Android